# Signo de Leser-Trélat
El signo de Leser-Trélat es la aparición repentina de múltiples queratosis seborreicas (lesiones pigmentadas de la piel), a menudo con un componente inflamatorio. Esto puede ser un signo ominoso de malignidad interna como parte de un síndrome paraneoplásico. Además de la aparición de nuevas lesiones, las lesiones preexistentes aumentan de tamaño y se vuelven sintomáticas. 
El nombre del signo proviene de Edmund Leser y Trélat Ulysse.
Aunque la mayoría de las neoplasias son de tipo sólidas, como los adenocarcinomas gastrointestinales (estómago, hígado, colon y páncreas), de mama, de pulmón y cánceres del tracto urinario, también existe asociación a neoplasias hematológicas y linfáticas. Es probable que varias citoquinas y otros factores de crecimiento producidos por el tumor sean responsables de la aparición brusca de la queratosis seborreica. En algunos casos, también se ven otras lesiones dérmicas como por ejemplo la acantosis nigricans paraneoplásica (35% de los pacientes), papilomatosis cutánea florida, ictiosis adquirida (hipertricosis lanuginosa adquirida), el síndrome de Cowden, tilosis, acroqueratosos de Bazex y palmas callos.